# Де Соуса, Марджори
Марджори Лиссетт де Соуса Ривас (исп. Marjorie Lissette de Sousa Rivas, род. 23 апреля 1980 года, Каракас, Венесуэла) ― венесуэльская актриса, модель и певица. В 1999 году она участвовала в конкурсе красоты «Мисс Венесуэла».

## Биография
Марджори Лиссетт де Соуза Ривас родилась в Каракасе, Венесуэла. Она имеет португальское, испанское и французское происхождение. В возрасте 12 лет де Соуса начала свою карьеру, снимаясь в телевизионной рекламе и работая моделью. В 1999 году она участвовала в конкурсе красоты «Мисс Венесуэла» под руководством известного венесуэльского дизайнера Джованни Скутаро. Год спустя она снялась в сериале «Влюбленные в полнолуние». В 2001 году она играла в популярной теленовелле «Женская война».
В 2002 году де она покинула Венесуэлу, чтобы сняться в сериале «Дикая кошка», совместного производства Venevisión и испано-американского канала Univision. В нём она играет злодейку Камелию Валенте. Благодаря этой роли она получила международное признание. Затем она снова играла роль злодейки Гизелы в другой успешной теленовелле Univision под названием «Ребека». По окончании съемок де Соуса приступила к работе над мексиканской теленовеллой «Ночная Мариана» производства Televisa; там её героиню звали Кэрол, также в качестве злодейки.
В 2005 году она снялась в теленовелле «Быть красивой недостаточно» от телеканала RCTV. Год спустя она вернулась, чтобы сняться в другой теленовелле телеканала RCTV, «Объявляю вас мужем и женой», действие которой разворачивается на острове Маргарита в Венесуэле. В 2008 году де Соуса начала сниматься в теленовелле Amor comprado, спродюсированной компанией Venevisión, где главную злодейку играла Марго.
В 2011 году она снялась в клипе на песню «Poquito a Poquito» Генри Сантоса.
В 2017 году подписала эксклюзивный контракт с испаноязычной телевизионной сетью Telemundo. Телеканал приступил к съемкам теленовеллы «По ту сторону стены». В октябре 2020 года де Соуса приняла участие в реалити-шоу ¿Quién es la máscara?. И была исключена во 2-м сезоне.

## Личная жизнь
С 2004 по 2006 была замужем за актёром, Рикардо Аламо. В 2016 году у неё были романтические отношения с пуэрториканским актёром аргентинского происхождения Хулианом Хилем, от которого у неё родился первый сын, которого назвали Матиас. В 2017 году они расстались.

## Фильмография
| Год       | Название                   | Роль                | Прим. |
| --------- | -------------------------- | ------------------- | ----- |
| 2000      | Вся женщина                | Америка             |       |
| 2000–2001 | Влюбленные в полнолуние    | Майра Робледо       |       |
| 2001–2002 | Женская война              | Каролина Бонилья    |       |
| 2002–2003 | Дикая кошка                | Камелия Валенте     |       |
| 2003      | Ребека                     | Гизела Гидальва     |       |
| 2003–2004 | Ночная Мариана             | Кэрол Монтеро       |       |
| 2005      | Быть красивой недостаточно | Кораль Торрес       |       |
| 2006–2007 | Объявляю вас мужем и женой | Саоя Мухика         |       |
| 2007      | Райский остров             | Майт                |       |
| 2008      | Купленная любовь           | Марго Салинас       |       |
| 2008–2009 | Я старая?                  | Эстефания Уррутия   |       |
| 2010      | Грешник                    | Саманта Сабатер     |       |
| 2011      | Жертва женщины             | Клеменсия Астудилло |       |
| 2012      | Страстное сердце           | Летисия Бракамонтес |       |
| 2012–2013 | Настоящая любовь           | Кендра Феррети      |       |
| 2014–2015 | До конца света             | София Риполл        |       |
| 2016      | Мечта о любви              | Кристина Велес      |       |
| 2017      | У моего мужа есть семья    | в роли самой себя   |       |
| 2018      | По ту сторону стены        | София Вильявисенсио |       |
| 2018      | Отсутствие контроля        | Ариадна Морелос     |       |
| 2019      | Немного твоего             | Джульетта Варгас    |       |
| 2021      | Бездушная                  | Джулия Торребланка  |       |
| 2022–2023 | Любовь, которая обманывает | несколько ролей     |       |
| 2023–2024 | Счастливый случай          | Ева Монтана         |       |
| 2024      | Граф: Любовь и честь       | Каэтана Карра       |       |
| TBA       | Сообщники                  |                     |       |